# Ahmet Ali Çelikten
Ahmet Ali Çelikten (nascido İzmirli Alioğlu Ahmed; İzmir, 1883 – 1969) também conhecido como İzmirli Ahmet Ali foi um piloto de aviões negro turco-otomano. Acredita-se que ele tenha sido o primeiro piloto negro da história da aviação.
Ele foi o primeiro piloto de combate negro a receber suas "asas" (licença de voo) em 1914. Foi um dos poucos pilotos negros da Primeira Guerra Mundial, junto do norte-americano Eugene Jacques Bullard (voando pela França), William Robinson Clarke, da Jamaica, (voando pelo Reino Unido), Pierre Réjon, da Martinica, (voando pela França) e Domenico Mondelli, da Eritreia (voando pela Itália).

## Biografia
Ahmet nasceu na cidade de İzmir, em 1883. Sua avó materna nasceu no Império de Canem, hoje parte da Nigéria e foi levada para o Império Turco-Otomano pelo tráfico negreiro. A mãe de Ahmet era Zenciye Emine Hanım, descendente da diáspora. Seu pai, Ali Bey, tal como sua mãe, era também descendente de escravizados.
Inicialmente, Ahmet quis ser marinheiro e entrou para a Escola Técnica Naval Haddehâne Mektebi em 1904. Em 1908, ele se formou como primeiro tenente. Em seguida, pela Escola de Aviação Naval, ele começou um curso de piloto, de onde se formou em 25 de junho de 1914, em Yeşilköy. A partir de então, ele era membro da Força Aérea Otomana.
Durante a Primeira Guerra Mundial, ele se casou com Hatice Hanım (1897–1991), uma imigrande de Preveza. Ahmet se tornou o primeiro piloto de combate negro da história da avião quando começou a servir em novembro de 1916. Em 18 de dezembro de 1917, Ahmet se tornou capitão e foi enviado a Berlim para completar sua instrução. Ao terminar seus cursos, ele foi designado para trabalhar na companhia área naval de İzmir.
Como fim da Primeira Guerra, Ahmet se envolveu na Guerra de Independência Turca, onde apoiou o movimento nacional. Foi piloto voluntário na Base Aérea de Konya, na Turquia. Nesta época, nacionalistas turcos tinham elaborado um plano para roubar aeronaves dos galpões otomanos e levá-los para Amasra, uma cidade portuária no Mar Negro e Ahmet foi enviado para a cidade em 1922 para ajudar na operação. Os pilotos usaram os aviões roubados para monitorar o Mar Negro e proteger operações navais.
Com o estabelecimento da República da Turquia, em 1923, uma divisão foi criada para mover as operações de aviação de Konya para İzmir e Ahmet foi designado para tal divisão, onde continuou a servir em İzmir. Em 1928, ele foi indicado como vice-secretário de aviação, designado para o Ministério Nacional de Defesa turco.
Ppuco se sabe sobre a sua vida depois de sua aposentadoria em 1949. Sabe-se que ele se mudou para os Estados Unidos e que não apenas sua esposa, mas seus dois filhos e duas filhas serviram na Força Aérea, e uma sobrinha e um sobrinho forma pilotos de carreira. Seu filho, Yilmaz Muammer, se aposentou da Força Aérea e trabalhou por vários anos para a Turkish Airlines, como comandante.

## Morte
Ahmet morreu em 1969, aos 86 anos.